# Schwalldorf
Schwalldorf [ʃvaldɔʁf] est un quartier de la ville de Rottenburg am Neckar, situé en République fédérale d'Allemagne, dans le Land du Bade-Wurtemberg. 

## Géographie
Le bourg de Schwalldorf est situé à sept kilomètres au sud-ouest de Rottenburg dans l'arrondissement de Tübingen.
Les villes proches sont Tübingen (18 km au nord-est), Hechingen (14 km au sud-est), Horb am Neckar (21 km à l'ouest), et la grande ville de Reutlingen (30 km à l'est). 

### Expansion
Le territoire communal du quartier de Schwalldorf s'étend sur 581 hectares, dont 65,1 % sont consacrés à l'agriculture, 25,6 % à la sylviculture, 8,6 % constituent des zones d'habitations.

### Localités voisines
Les localités voisines sont, dans le sens des aiguilles d'une montre, en commençant par le nord : Bad Niedernau, Weiler, Dettingen, Hirrlingen, Frommenhausen, Bieringen et Obernau, villages tous situés dans l'arrondissement de Tübingen et tous sauf Hirrlingen quartiers de la ville de Rottenburg am Neckar.

## Population
Au 31 janvier 2008, Schwalldorf rassemblait une population de 781 personnes (densité de population de 134 hab./km2).

### Religions
Les habitants de Schwalldorf sont majoritairement catholiques. Une centaine sont protestants. Une petite partie est sans religion ou appartient à une autre religion.

## Histoire
Schwalldorf est mentionné pour la première fois en 1120 dans le codex de l'abbaye de Hirsau, accolé au nom noble de Fridericus de Swaldorff. La première mention documentée date du 7 juillet 1304. Henri le Amman (Heinrich der Amman), le bailli des Comtes de Hohenberg (Souabe) vient de donner une terre au couvent dominicain de Kirchberg (Kirchberg qui est un quartier de la ville de Sulz am Neckar aujourd'hui). En raison de cette donation importante, le village célèbre l'anniversaire de ses 700 ans en 2004. 
Néanmoins, la localité est supposée plus ancienne. Le suffixe -dorf laisse supposer qu'il a été construit durant le VIIe ou VIIIe siècle. De nombreuses découvertes archéologiques confirment cette supposition. Mais la seule preuve est le document datant du 7 juillet 1304.  
En 1357, une chapelle est pour la première fois mentionnée. À l'époque, Schwalldorf appartient à la cure de Dettingen, partie de la commanderie de l'Ordre hospitalier à Hemmendorf. Dans un document datant du 28 août 1437, il est dit qu'il a été fondé un vicariat Kuratkaplanei avec une curatelle, et que la chapelle est consacrée à Saint André. En 1507 Schwalldorf obtient son propre curé. La chapelle est élevée au rang d'église paroissiale.  
De 1381 à 1806, le village fait partie de l'ensemble que représente Niederhohenberg (bas-Hohenberg), une pays, qui fait partie du Comté de Hohenberg (Souabe). En 1381, Rudolf III, comte de Hohenberg possède de grandes zones du Comté à Habsbourg. Par conséquent, Schwalldorf est une partie de l'Autriche antérieure de l'époque. Pour cette raison, le comté et le village deviennent catholiques romains. L'archiduc d'Autriche combat cette réforme. En 1805, le comté est abandonné au duché de Wurtemberg, par le traité de Presbourg. Peu de jours après, conformément au traité, Wurtemberg devient un royaume au 1er janvier 1806.     
Schwalldorf est assigné au grand-bailliage de Rottenburg, à sa fondation en 1817. Rottenburg est alors le siège de l'administration d'un grand-bailliage autrichien, avant de devenir une partie du royaume de Wurtemberg. En 1934 le grand-bailliage est remplacée par un arrondissement. L'arrondissement de Rottenburg, en 1938, est supprimé et rattaché à l'arrondissement de Tübingen. Au 1er janvier 1972, Schwalldorf, jusqu'alors une commune indépendante, est intégré à la ville de Rottenburg am Neckar. 